# 11379 Flaubert
11379 Flaubert eller 1998 SY74 är en asteroid i huvudbältet som upptäcktes den 21 september 1998 av den belgiske astronomen Eric W. Elst vid La Silla-observatoriet. Den är uppkallad efter den franske författaren Gustave Flaubert.
Asteroiden har en diameter på ungefär 5 kilometer.